# Odd Arne Westad
Odd Arne Westad, né en 1960, est un historien norvégien spécialisé dans la guerre froide et l'histoire contemporaine de l'Asie de l'Est. Il est professeur ST Lee en relations américano-asiatiques à l'université Harvard et enseigne à la John F. Kennedy School of Government. Westad est également chercheur principal à la Harvard Academy of International and Area Studies. Auparavant, il était professeur d'histoire internationale à la London School of Economics, où il a également été directeur de LSE IDEAS. Il est membre de la British Academy.

## Biographie
Après des études de premier cycle à l’Université d’Oslo, Westad a étudié à l’université de Caroline du Nord à Chapel Hill pour y préparer son doctorat sous la direction du professeur Michael H. Hunt. Il a été nommé directeur de la recherche à l'institut norvégien Nobel et professeur associé d'histoire à l'université d'Oslo en 1991. En 1998, il a quitté Oslo pour rejoindre le département d'histoire internationale de la LSE, où il a également travaillé au LSE Asia Research Center avant de devenir chef de département en 2003.
En 2008, alors qu’il travaillait chez LSE, Westad a créé avec le professeur Michael Cox, LSE IDEAS, le centre des affaires internationales, de la diplomatie et de la stratégie de LSE. En 2008, Westad parle et écrit dans plusieurs langues, dont le norvégien, l'anglais, le français, l'allemand, le mandarin et le russe. Il est un conférencier très connu dans plusieurs pays, tant sur l'histoire que sur les affaires internationales contemporaines, en particulier en ce qui concerne la Chine et l'Asie de l'Est.
En 2015, Westad devient le premier titulaire de la chaire ST Lee sur les relations américano-asiatiques à l'université Harvard. Le professeur Westad enseigne maintenant les affaires internationales et l'histoire globale à la John F. Kennedy School of Government.

## Œuvre
Westad est particulièrement connu pour sa réévaluation de l'histoire de la guerre froide. Son interprétation met l'accent sur le rôle du conflit à l'échelle mondiale, et pas seulement en Europe ou en Amérique du Nord. Il souligne également les origines idéologiques de la guerre froide et ses effets à long terme en Asie, en Afrique et en Amérique latine. Le terme «guerre froide mondiale» est souvent associé aux travaux de Westad et a été repris par de nombreux historiens et spécialistes des sciences sociales.
Westad est également connu pour ses travaux sur l'histoire de la Chine et de l'Asie de l'Est et les affaires internationales contemporaines. Dans ses livres, il souligne les liens entre la Chine et le monde extérieur, notant que l'ouverture de la Chine à l'extérieur n'est pas un phénomène nouveau. Il décrit souvent la Chine contemporaine comme une société hybride, plus que la plupart des pays, composée à la fois d'éléments chinois et étrangers. Il a critiqué la politique étrangère chinoise actuelle, qu'il considère trop nationaliste, bien qu'il soit favorable au développement de la coopération avec la Chine.
Westad est l'éditeur de la série de livres de la University of North Carolina Press sur la guerre froide et l'éditeur fondateur de la revue Cold War History.
Outre ses travaux à la London School of Economics, M. Westad a également été boursier invité à l'Université de Cambridge et à l'Université de New York. Il a reçu d'importantes subventions de recherche du British Arts and Humanities Research Board, de la Fondation John D. et Catherine T. MacArthur et du Leverhulme Trust. Il a également travaillé en tant que coordinateur international du groupe consultatif du ministère russe des Affaires étrangères sur le déclassement et l'accès aux archives. En 2011, il a été l'un des deux candidats à la présidence de la American Historical Association. De 2013 à 2016, Westad est également professeur de recherche distingué invité à l'Université de Hong Kong.
Westad a publié une quinzaine de livres sur l'histoire internationale et les affaires internationales contemporaines, y compris une nouvelle version de Penguin History of the World (2013). Il a co-édité l'ouvrage en trois volumes Cambridge History of the Cold War (2010) avec Melvyn Leffler. Son livre Restless Empire: China and the World since 1750 (2012), retrace les 250 dernières années des relations de la Chine avec le monde.

## Prix littéraires
Son livre The Global Cold War: Third World Interventions and the Making of Our Times publié en 2006 a remporté le prix Bancroft, le prix Michael Harrington de l'American Political Science Association et le prix Akira Iriye du livre d'histoire internationale.
Son livre Restless Empire: China and the World since 1750 publié en 2012 a remporté le prix Bernard Schwartz Book Award 2013 décerné par l'Asian Society.

## Compléments